# Rimini Baseball Club 2015
Il Rimini Baseball Club ha preso parte alla Italian Baseball League 2015.

## Divise e sponsor
Lo sponsor tecnico è Erreà. Sulle divise, sotto alla dicitura "Rimini", figurano i loghi degli sponsor secondari Conclima e Serfrigo.
| Prima | Seconda | Terza |

## Roster

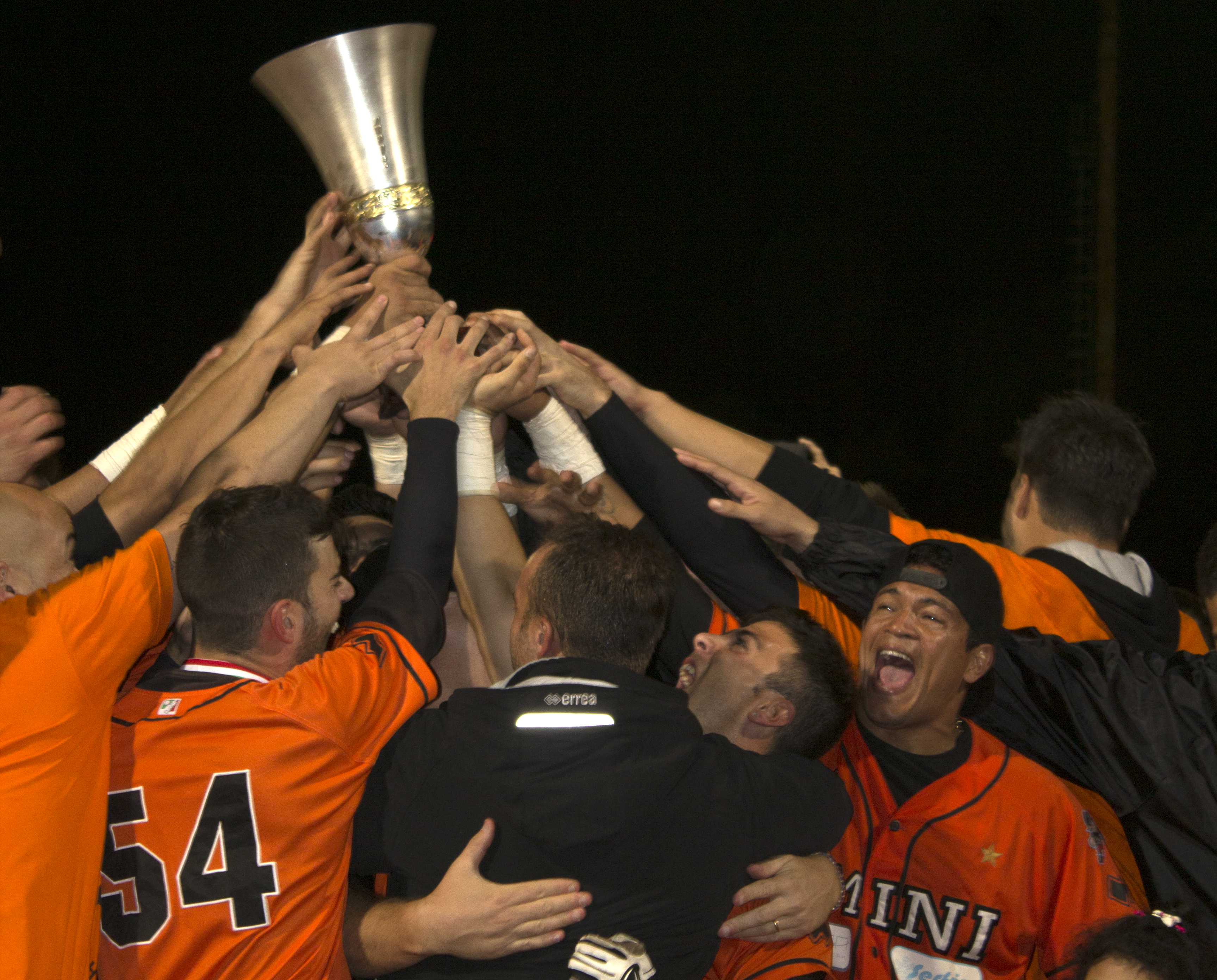
La squadra festeggia lo scudetto

- gli stranieri senza passaporto comunitario convocati per la Champions Cup (al massimo tre per regolamento) sono stati Olmedo, Candelario e Romero
- il 7 luglio è stato ufficializzato l'arrivo di Pete Parise, tagliato a metà agosto dopo il trittico contro Padova per scelta tecnica
- il 25 agosto è stato ufficializzato l'arrivo di Leslie Nacar

## Organigramma
Area direttiva
- Presidente: Cesare "Rino" Zangheri
- Vice presidente: Valeriano Gorini

Area organizzativa
- Team manager: Gianluca Giani

Area comunicazione
- Ufficio stampa: Simone Drudi

Area tecnica
- Manager: Orlando Muñoz
- Pitching coach: Pier Paolo Illuminati
- Coach: Cesar Heredia, Paolo Siroli, Andrea Palumbo

Area sanitaria
- Medico sociale: Dott. Paolo Montanari
- Fisioterapista: Roberto Zani, Alberto De Carli

## Risultati

### Italian Baseball League

#### Italian Baseball Series
Gara 1
| Bologna 3 settembre 2015, ore 21:00 Gara 1     | UnipolSai Bologna | 1 – 2 referto    | Rimini Baseball | Stadio Gianni Falchi |
| \| \| \| \| \| \| Doppi \| Mazzanti, Olmedo \| |                   |                  |                 |                      |
|                                                |                   |                  |                 |                      |
|                                                | Doppi             | Mazzanti, Olmedo |                 |                      |

Gara 2
| Bologna 4 settembre 2015, ore 21:00 Gara 2      | UnipolSai Bologna | 3 – 7 referto | Rimini Baseball | Stadio Gianni Falchi |
| \| \| \| \| \| Sambucci \| Doppi \| Mazzanti \| |                   |               |                 |                      |
|                                                 |                   |               |                 |                      |
| Sambucci                                        | Doppi             | Mazzanti      |                 |                      |

Gara 3
| Rimini 7 settembre 2015, ore 21:00 Gara 3     | Rimini Baseball | 3 – 0 referto   | UnipolSai Bologna | Stadio dei Pirati |
| \| \| \| \| \| \| Doppi \| Infante, Vaglio \| |                 |                 |                   |                   |
|                                               |                 |                 |                   |                   |
|                                               | Doppi           | Infante, Vaglio |                   |                   |

Gara 4
| Rimini 8 settembre 2015, ore 21:00 Gara 4      | Rimini Baseball | 7 – 0 referto | UnipolSai Bologna | Stadio dei Pirati |
| \| \| \| \| \| Olmedo \| Doppi \| Rodríguez \| |                 |               |                   |                   |
|                                                |                 |               |                   |                   |
| Olmedo                                         | Doppi           | Rodríguez     |                   |                   |